# Pseudocellus pearsei
Pseudocellus pearsei är en spindeldjursart som först beskrevs av Chamberlin och Ivie 1938.  Pseudocellus pearsei ingår i släktet Pseudocellus och familjen Ricinoididae. Inga underarter finns listade i Catalogue of Life.